# Кугаарук
Кугаарук (англ. Kugaaruk, фр. Kugaaruk, инуктитут ᑰᒑᕐᔪᒃ) — деревня (hamlet) в  регионе Китикмеот территории Нунавут, Канада.

## География
Кугаарук расположен на юго-восточном берегу бухты Пелли, которая в свою очередь является частью залива Бутия; на полуострове Симпсон. До Кугаарука можно добраться только по воздуху через одноимённый аэропорт, несколько недель в конце лета также по воде можно добраться до городка Талойоак, автомобильных дорог до Кугаарука не проложено.
С 21 мая по 22 июля в городе продолжается полярный день.

### Альтернативные названия

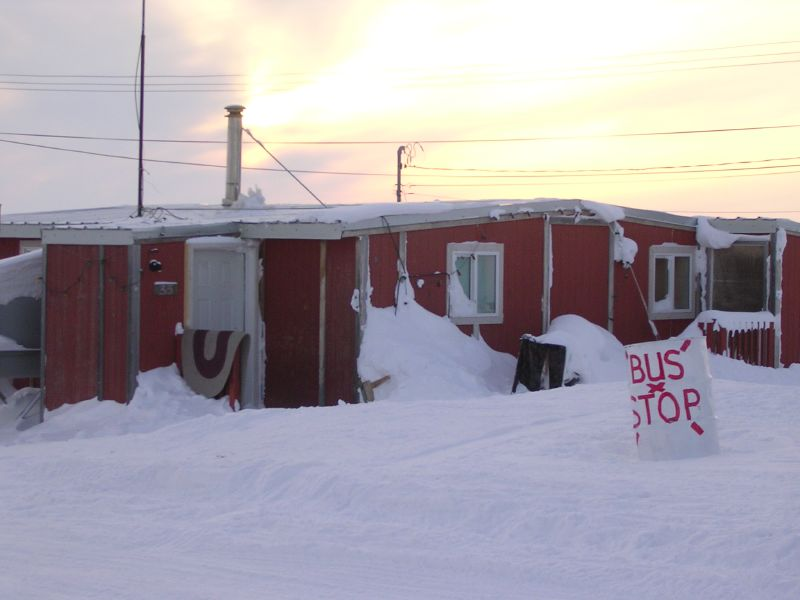
Автобусная остановка

Наряду с основным написанием и произношением Кугаарук также используются разновидности того и другого: Куугааръюк (Kuugaarjuk) и Куугааррук (Kuugaarruk), что означает «маленькая речка» — небольшой водный поток с таким названием протекает через деревню. Другое название деревни — Арвилигъюак (Arviligjuaq), что означает «место, где живёт великий гренландский кит», хотя из-за почти круглогодичного ледового покрова и сравнительно небольших глубин эти киты сюда никогда не заходят. До 3 декабря 1999 года деревня носила англизированное название Пелли-Бэй (Pelly Bay) по названию бухты, на берегу которой находится.

## История
Первые контакты цивилизованных людей с местными жителями случились ещё в 1829 году, но они не имели продолжения вплоть до середины 1930-х годов, когда в посёлке была основана первая католическая миссия. До 1968 года Кугаарук считался полу-кочевым поселением, пока правительство Канады не открыло здесь аэропорт и установило в поселении более тридцати готовых деревянных домов, среди которых были также школа и поликлиника, что привлекло местных жителей. В 1972 году получен статус деревня (hamlet). 13 января 1975 года в Кугааруке был зарегистрирован самый низкий ветро-холодовой индекс в стране (-78°С) при температуре воздуха -51°С и скорости ветра 56 км/ч. С 1998 года в поселении доступен Интернет.

## Демография
- 2001 год — 605 человек
- 2006 год — 688 человек
- 2011 год — 771 человек
- 2016 год — 933 человека
- 2021 год — 1033 человека

Подавляющее большинство жителей — инуиты.